# Maria Terwiel
Maria Terwiel (Boppard, 7 de junio de 1910 - Berlín, 5 de agosto de 1943) fue una militante alemana de la resistencia al nazismo perteneciente a la Orquesta Roja.

## Biografía
Nacida en Boppard el 7 de junio de 1910, estudió Derecho, aunque no pudo terminar los estudios. Católica, aunque de madre judía, distribuyó propaganda antinazi y ayudó a los judíos. Detenida el 17 de septiembre de 1942 y condenada a muerte en 1943, su ejecución tuvo lugar en la prisión berlinesa de Plötzensee el 5 de agosto de 1943.

## Honores
- El Terwielsteig en el asentamiento Paul Hertz, cerca del lugar de ejecución de Plötzensee, lleva su nombre.[6]
- En el patio de la Universidad Humboldt de Berlín-Mitte ( Unter den Linden 6)  hay una lápida conmemorativa.[7]
- En su ciudad natal, Boppard, la calle Maria-Terwiel-Strasse estaba dedicada a ella y desde 2009 una placa conmemorativa en su casa natal, en Mainzer Strasse 17, recuerda el destino de la hija del profesor.
- En Lüneburg, la calle Maria-Terwiel-Straße lleva su nombre.
- En Karlsruhe, la calle Maria-Terwiel-Strasse lleva su nombre.
- En Leverkusen, la calle Maria-Terwiel-Strasse lleva su nombre.
- En Hamburgo, la Maria-Terwiel-Kehre lleva su nombre.
- En Rheinberg, una calle de una zona de nueva construcción lleva el nombre de Maria Terwiel.
- En noviembre de 2022, ellos y otros combatientes de la resistencia cristiana fueron recordados en la exposición “Mártires: víctimas cristianas de la violencia de la era nazi” del parlamento estatal de Renania del Norte-Westfalia.[8][9]